# Енріке Араужу
Енріке Перейра Араужу (порт. Henrique Pereira Araújo, нар. 19 січня 2002, Фуншал) — португальський футболіст, нападник клубу «Бенфіка», що виступає на правах оренди за «Вотфорд».

## Клубна кар'єра
Народився 19 січня 2002 року в місті Фуншал. Вихованець юнацьких команд футбольних клубів «Марітіму», «Бенфіка». З 2020 року став виступати за резервну команду «Бенфіка Б», в якій провів два сезони, взявши участь у 54 матчах чемпіонату. Більшість часу, проведеного у складі другої команди «Бенфіки», був основним гравцем атакувальної ланки команди й одним з головних бомбардирів команди, маючи середню результативність на рівні 0,46 гола за гру першості. У березні 2019 року підписав свій перший професійний контракт.
2 лютого 2022 року дебютував за першу команду «Бенфіки» в матчі Кубка португальської ліги проти «Спортінга» (1:2). У португальській Прімейра-лізі перший матч провів проти «Жил Вісенте» (1:2). 11 березня 2022 року забив свій перший гол за «Бенфіку» у матчі проти «Візели» (1:1). У тому сезоні Араужу грав у Юнацькій лізі УЄФА 2021/22, зробивши хет-трик у фіналі проти «Ред Булл» (Зальцбург) із рахунком 6:0, щоб допомогти «Бенфіці» виграти свій перший титул у європейському футболі після Кубка європейських чемпіонів 1961/62. Станом на 2 червня 2022 року відіграв за лісабонський клуб 5 матчів у національному чемпіонаті.

## Виступи за збірні
2019 року дебютував у складі юнацької збірної Португалії (U-18), загалом на юнацькому рівні взяв участь у 7 іграх, відзначившись 4 забитими голами.
З 2021 року залучався до складу молодіжної збірної Португалії. На молодіжному рівні зіграв у 5 офіційних матчах, забив 2 голи.

## Статистика виступів

### Статистика клубних виступів
| Сезон             | Команда           | Чемпіонат         | Чемпіонат | Чемпіонат | Національний кубок | Національний кубок | Національний кубок | Континентальні кубки | Континентальні кубки | Континентальні кубки | Інші змагання | Інші змагання | Інші змагання | Усього | Усього |
| Сезон             | Команда           | Ліга              | Ігор      | Голів     | Ліга               | Ігор               | Голів              | Ліга                 | Ігор                 | Голів                | Ліга          | Ігор          | Голів         | Ігор   | Голів  |
| ----------------- | ----------------- | ----------------- | --------- | --------- | ------------------ | ------------------ | ------------------ | -------------------- | -------------------- | -------------------- | ------------- | ------------- | ------------- | ------ | ------ |
| 2020–21           | «Бенфіка Б»       | СД (ІІ)           | 28        | 11        |                    | -                  | -                  |                      | -                    | -                    |               | -             | -             | 28     | 11     |
| 2021–22           | «Бенфіка Б»       | СД (ІІ)           | 26        | 14        |                    | -                  | -                  |                      | -                    | -                    |               | -             | -             | 26     | 14     |
| 2021–22           | «Бенфіка»         | ПЛ                | 5         | 3         | КП+КЛ              | 0+1                | 0                  | ЛЧ                   | -                    | -                    |               | -             | -             | 6      | 3      |
| Усього за кар'єру | Усього за кар'єру | Усього за кар'єру | 59        | 28        |                    | 1                  | 0                  |                      | -                    | -                    |               | -             | -             | 60     | 28     |

## Титули і досягнення
- Переможець Юнацької ліги УЄФА (1): 2021-22
- Володар Суперкубка Португалії (1): 2025